# Cruz Rock
Der Cruz Rock (englisch; spanisch Islote Cruz) ist ein großer Klippenfelsen im Archipel der Südlichen Shetlandinseln. Er liegt nördlich von Canales Island und 0,42 km nordöstlich des Ferrer Point in der Discovery Bay von Greenwich Island.
Wissenschaftler der 1. Chilenischen Antarktisexpedition (1946–1947) benannten ihn nach einem Mitglied des bei dieser Forschungsreise tätigen hydrographischen Vermessungsteams. Das UK Antarctic Place-Names Committee übertrug diese Benennung 2005 in angepasster Form ins Englische.